# Савчук Людмила Юріївна
Людми́ла Ю́ріївна Савчу́к (нар. 20 березня 1965, с. Завітне, Ківерцівський район, Волинська обл.) — українська оперна співачка (сопрано). Заслужена артистка України (2002). Солістка опери Львівського оперного театру.

## Кар'єра
Здобула освіту у Київській державній консерваторії імені П. І. Чайковського (1994, клас Зінаїди Петрівни Бузіної). Дипломантка ІІ Міжнародного конкурсу оперних співаків імені С. Крушельницької (Львів).
Виступала в Київському театрі опери та балету, учасниця фестивалю духовної та класичної музики у містах Зелена Гура та Ченстохова (Польща). Гастролювала країнами Європи (Австрія, Німеччина, Швейцарія, Чехія, Словаччина, Польща).
З 1994 р. — провідна солістка опери Львівського оперного театру.

## Партії
- Друга дама — «Чарівна флейта» В. А. Моцарта
- Графиня — «Весілля Фігаро» В. А. Моцарта
- Абігаїль — «Набукко» Дж. Верді
- Леонора — «Трубадур» Дж. Верді
- Амелія — «Бал-маскарад» Дж. Верді
- Аїда — «Аїда» Дж. Верді
- Чеснікова — «Страшний двір» С. Монюшка
- Сантуцца — «Сільська честь» П. Масканьї
- Ортруда — «Лоенґрін» Р. Ваґнера
- Мімі — «Богема» Дж. Пуччіні
- Флорія Тоска — «Тоска» Дж. Пуччіні
- Турандот — «Турандот» Дж. Пуччіні
- Одарка — «Запорожець за Дунаєм» С. Гулака-Артемовського
- Тетяна — «Євгеній Онєгін» П. Чайковського
- Терпилиха — «Наталка Полтавка» М. Лисенка
- Анна — «Украдене щастя» Ю. Мейтуса
- Партія сопрано — кантата «Карміна Бурана» К. Орфа
- Партія сопрано — Реквієм Дж. Верді
- Партія сопрано — Симфонія № 9 Л. ван Бетховена